# Déclaration de Genève sur la violence armée et le développement
Pour les articles homonymes, voir Déclaration de Genève.
La Déclaration de Genève sur la violence armée et le développement (en anglais Geneva declaration on armed violence and development) souligne le rôle que les États et la société civile doivent jouer pour prévenir et réduire la violence armée.

## Historique
C'est lors d'un sommet ministériel organisé par la Suisse et le Programme des Nations unies pour le développement (PNUD) à Genève en 2006 que cette initiative diplomatique a été adoptée. 
La Déclaration de Genève est soutenue par 112 gouvernements en 2014.

## Objectifs
La Déclaration de Genève enjoint aux pays signataires de :
- Soutenir les projets de mesure des coûts humains, sociaux et économiques engendrés par la violence armée,
- Entreprendre la surveillance du phénomène de la violence armée pour comprendre les risques et y répondre,
- Évaluer l'efficacité des programmes de réduction et de prévention de la violence armée,
- Faire partager les pratiques couronnées de succès.

Le fléau de la violence armée est un frein au développement et à l'atteinte des Objectifs du millénaire pour le développement. Les États signataires en sont conscients et acceptent d'intégrer des programmes de prévention et de réduction de la violence armée dans leurs stratégies nationales, régionales et multilatérales.

## Moyens
L'approche s'appuie sur trois principaux piliers :
1. Promotion. Diffusion du message de la Déclaration de Genève et des résultats de ses recherches et coordination d'initiatives pour mettre en œuvre la Déclaration de Genève.
2. Mesure. Cartographie de la violence armée et surveillance pour identifier les opportunités d'intervention.
3. Programmation. Mise sur pied de programmes pour la réduction et la prévention de la violence armée.

La Déclaration de Genève est dirigée par un groupe directeur composé des pays suivants : Brésil, Colombie, Espagne, Finlande, Guatemala, Grande-Bretagne, Indonésie, Kenya, Maroc, Nigéria, Norvège, Pays-Bas, Philippines, Suisse (présidence), Thaïlande.

## Organisations partenaires
Le Programme des Nations unies pour le développement (PNUD) est impliqué dès 2006, en particulier avec son bureau pour la prévention des crises. L'institut de recherche Small Arms Survey (en), basé à Genève, est mandaté par la Déclaration de Genève pour coordonner les efforts nationaux et internationaux en vue d'améliorer la connaissance de la distribution, des causes et des conséquences de la violence armée. Le secrétariat de la Déclaration collabore étroitement avec le Development Assistance Committee (en) de l'Organisation de coopération et de développement économiques (OCDE), engagé activement dans la création de lignes directrices sur la prévention et la réduction de la violence armée. La communauté des organisations non gouvernementales (ONG) est partie intégrante du processus de la Déclaration de Genève. En particulier les Bureaux quaker auprès des Nations unies (Quaker United Nations Office - QUNO) qui assurent la coordination du Groupe de travail des ONG sur la violence armée et le développement.